# Фергана (информационное агентство)
Фергана (Фергана.ру) — российское информационное агентство и интернет-издание, освещающее события Центральной Азии и события в России, относящиеся к переселенцам из Центральной Азии. Публикует новости на русском, узбекском, английском языках.

## История
Проект «Ферганское сообщество» был основан в 1998 году уроженцем узбекской Ферганы, литератором Даниилом Кисловым, который в то время переехал из Узбекистана в Москву и работал редактором в агентстве обзора прессы WPS. Изначально сайт представлял собой краеведческую информацию о городе Фергане, расположенном на юге Узбекистана: заметки об истории и культуре города, публикации из популярного в 90-годы XX века ташкентского литературно-художественного журнала «Звезда Востока».
В 1999 году, во время событий Баткенской войны Кислов начал публиковать копипаст новостей из других СМИ, которые агрегировало агентство, в котором он работал, на свой сайт. Посещаемость увеличилась с нескольких посетителей в сутки до сотен, а потом и тысяч. В это время он купил домен Ferghana.Ru. Во время посещения Узбекистана в 2000 году Кислов нашел нескольких журналистов, которые были готовы писать для ресурса. Годом ранее проект получил первое финансирование — грант от московского отделения Фонда Сороса (институт «Открытое общество»), на эти деньги Кислов купил компьютер и оплатил хостинг.
10 августа 2001 года сетевое издание «Информационное агентство Фергана. Ру» было зарегистрировано в качестве СМИ. Проект занял нишу стрингер-журналистики: у «Ферганы» не было постоянной редакции, но было несколько десятков журналистов-фрилансеров в разных городах и странах. Они становились полезными, когда в их городе что-то случалось.
Так во время Беспорядков в Андижане в 2005 году «Фергана» освещала события силами стрингеров, выдавая в эфир информацию, которой не было у крупных СМИ. Поняв, что «Фергана» пользуется популярностью, лидеры протестующих сами связывались с редакцией и доносили свою позицию. С этого момента власти Узбекистана посчитали издание провокационным и «раскачивающим лодку», и «Фергана» была на 15 лет заблокирована в стране, официальным лицам запрещалось поддерживать контакты с журналистами издания.

Во время второй Кыргызской революции в 2010-м году и последующих межэтнических столкновений в Оше и Джалалабаде «Фергана» активно освещала эти события, после чего издание было заблокировано в Кыргызстане по решению парламента, в 2013 году блокировка по решению суда была снята. Однако в 2017-м году на журналиста издания Улугбека Бабакулова было возбуждено уголовное дело по статье «разжигание межэтнической вражды и ненависти» (Бабакулов использовал в своей статье цитаты пользователей из соцсетей), а сам сайт снова заблокировали — теперь уже по решению суда. 
Голос Америки: «Вряд ли можно найти сайт, который бы раздражал политиков Центральной Азии сильнее, чем Fergana.ru. Работая за пределами региона, „Фергана“ освещает темы, часто обходимые местными СМИ — от коррупционных схем семьи президента Узбекистана до националистических идей лидера партии „Ата-Журт“ в Кыргызстане и пыток в тюрьмах Таджикистана».
C 2017 года сайт расширил свою повестку и стал писать о проблемах мигрантов из Средней Азии в России.
В ноябре 2017 года в Москве был открыт культурный центр «Дом Ферганы», в котором проводились различные мероприятия, посвященные культуре и истории стран Центральной Азии. Также мигранты получали здесь поддержку и помощь. В 2020-м «Дом Ферганы» был закрыт по финансовым причинам.
В январе 2022 года в ходе освещения протестов в Казахстане сайт был снова заблокирован на территории Казахстана за статью «Террористический транзит» о клановой борьбе за власть в стране.

## Смерть президента Каримова
29 августа 2016 на «Фергане» вышла новость о смерти президента Узбекистана Ислама Каримова. В этот же день кабинет министров заверил, что президент перенес инсульт и находится на стационарном лечении. Эту же информацию сообщила в социальных сетях младшая дочь Лола Каримова. 31 августа президент РФ Путин поздравил Каримова с Днем независимости Узбекистана и пожелал ему доброго здоровья.
Вечером 2 сентября 2016 было официально объявлено о смерти Ислама Каримова. Нейрохирург из Финляндии Юха Хернесниеми, сообщил, что смерть мозга Каримова наступила в день инсульта, ещё 27 августа, а дальнейшую операцию и меры по поддержанию его жизни специалист назвал «играми».
После смерти первого президента Узбекистана И. Каримова, многие сайты ранее заблокированные стали открывать для доступа. Главный редактор издания Даниил Кислов вошел в экспертный совет по развитию Узбекистана. «Buyuk Kelajak» («Великое будущее»).

## Блокировки Роскомнадзора
Первые блокировки домена Fergana.Ru в России произошли в октябре 2019 года. Сначала были заблокированы отдельные страницы, затем доступ ко всему сайту. Роскомнадзор не предупреждал издание, но указал причину — статья про самоубийство мигранта в метро, где был указан способ самоубийства. По другой информации — из-за того, что в статье не было пометки, что туркменское «Общество свидетелей Иеговы» запрещено в России. Примечательно, что за несколько месяцев до этого с сайта была снята многолетняя блокировка в Узбекистане.
Комитет защиты журналистов (CPJ) призвал Роскомнадзор прекратить блокировку сайта агентства «Фергана», но реакции на обращение не последовало. Поданный в арбитражный суд иск с требованием признать блокировки Роскомнадзора незаконными также не был удовлетворен.
В 2020-м году «Фергана» потеряла инвестора и в сентябре Кислов был вынужден распустить редакцию в неоплачиваемый отпуск. В этот же период издание запустило краудфандинговую кампанию.
В 2021 году издание возобновило свою работу, публикуя информацию, преимущественно, о событиях в Узбекистане. Кроме того, «Фергана» активно освещает последние события в Афганистане.